# Maido Mánie
Maido Mánie je český vizuální román. Vytvořil jej tým Painappuru Projekt. Hra vyšla 12. dubna 2010. Byla vytvořena pro soutěž v tvorbě RenAi her na Animefestu 2010. I přes odložení termínu, kdy měly soutěžící dodat své tituly, se Maido Mánie stal jediným účastníkem soutěže.
Hra byla znovu vydána v květnu 2023, s vylepšeními jako CG Galerie, novými scénami i postavami. 

## Příběh
Itoshiho sestra je provozovatelkou nepříliš prosperující kavárny u Bílého Králíka. Proto je Itoshi donucen se převléknout za dívku a přijmout práci u konkurence, aby zjistil její tajemství.

## Postavy
Postavy objevující se ve hře:
- Itoshi Shinkaichi - Hlavní postava hry. Itoshi je donucen svojí sestrou k špionáži u konkurenční kavárny u Černé kočky, která je úspěšnější než její. Navíc se kvůli tomu musí převléknout za dívku a přijmout práci maidky.
- Yuzuri Kanon - Jedna ze zaměstnankyň kavárny. Má ráda zbraně a bojové umění. Občas z ní jde strach.
- Madoka Misuzu - Další zaměstnankyně kavárny. Je velmi zamlklá.
- Minami Shingu - Nejmladší zaměstnankyně kavárny u Černé kočky. Často rozbijí věci, i když neúmyslně.
- Aya Tomoe - Nejstarší z maidek u Černé kočky, proto stojí v jejich čele. Je vznětlivá, ale i spravedlivá a milá.
- Otaku-san - Stálý zákazník u Černé kočky. Chová se zvrhle a obsluhovat jej nechce skoro nikdo.
- Saitou - Mladík, který se zamiluje do Itoshiho.
- Nishida Kanzaki - Vedoucí kavárny u Černé kočky.
- Iiko - Itoshiho sestra, která je nepříliš úspěšnou vedoucí kavárny u Bílého králíka.
- Reiko - Maidka v kavárně u Bílého králíka. Je stydlivá.
- Usako - Maidka v kavárně u Bílého králíka. Ráda zpívá.